# Acreção (astrofísica)
Em astrofísica, acreção é a acumulação de matéria na superfície de um astro, através da ação da gravidade. A maioria dos objetos astronômicos, como galáxias, estrelas e planetas, é formada por processos de acreção.
A ideia de que a Terra e os planetas terrestres se formaram a partir de material meteórico surgiu no século XIX, e foi desenvolvida de forma quantitativa em 1969 por Viktor Safronov, que calculou detalhadamente os diferentes estágios da formação de planetas rochosos. Desde então, a teoria tem sido desenvolvida usando simulações numéricas intensivas para estudar a acumulação de planetesimais.

## Acreção de galáxias
Algumas centenas de milhares de anos após o Big Bang, o Universo esfriou ao ponto de possibilitar a formação de átomos. Conforme o Universo continuou a expandir e esfriar, os átomos perderam energia cinética suficiente, e a matéria escura coalesceu suficientemente, para permitir a formação de protogaláxias. Conforme a acreção continuou, galáxias se formaram. Galáxias crescem através de fusões e de acreção suave de gás. Acreção também ocorre dentro de galáxias, levando a formação estelar.

## Acreção de estrelas

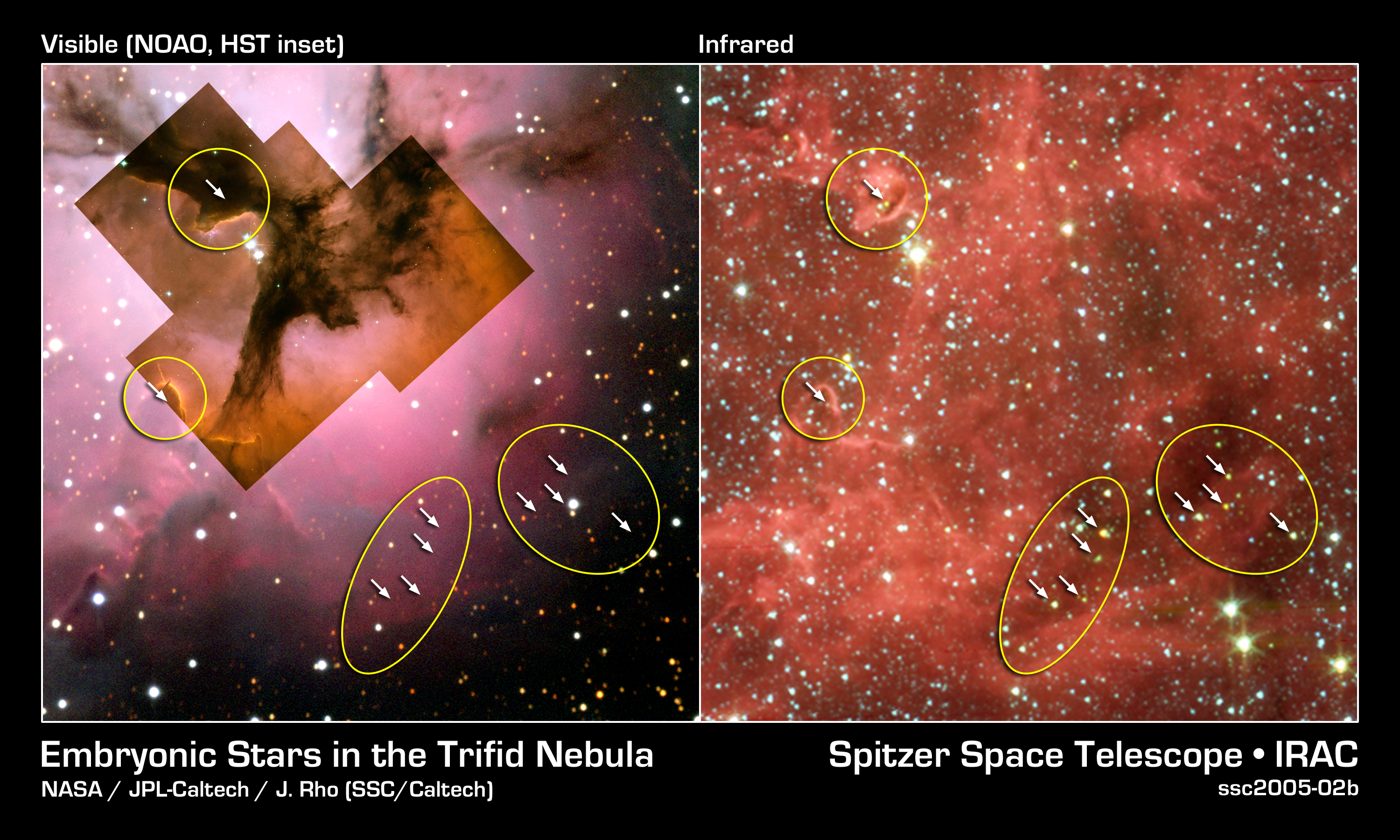
A Nebulosa Trífida em luz visível (esquerda) e no infravermelho (direita). Esta é uma nuvem de gás e poeira gigante e local de formação estelar localizada a cerca de 5400 anos-luz (1700 parsecs) na constelação de Sagittarius.

Estrelas são formadas no interior de nuvens moleculares gigantes de hidrogênio molecular frio, com aproximadamente 300 000 M☉ e 65 anos-luz (20 parsecs) de diâmetro. Ao longo de milhões de anos, nuvens moleculares gigantes estão sujeitas a colapso e fragmentação. Esses fragmentos formam núcleos densos e pequenos, que eventualmente se tornam estrelas. Os núcleos variam em massa desde uma fração até várias vezes a massa solar, e são chamados nebulosas protestelares. Eles possuem diâmetros da ordem de 0,01–0,1 pc (2000–20000 UA) e densidades de 104–105 partículas por centímetro cúbico. Por comparação, a densidade de partículas da atmosfera terrestre no nível do mar é de cerca de 1019/cm3.
O colapso inicial de uma nebulosa protoestelar de massa solar leva cerca de 100 000 anos. Toda nebulosa tem uma certa quantidade de momento angular, que deve ser conservada. O gás na parte central da nebulosa, com baixo momento angular, sofre compressão rápida e forma um núcleo quente em equilíbrio hidrostático com uma pequena fração da massa da nebulosa original. Esse núcleo é a semente do que eventualmente vira uma estrela. Conforme o colapso do núcleo continua, por conservação de momento angular a rotação do gás ao redor da protoestrela acelera, formando um disco de acreção.

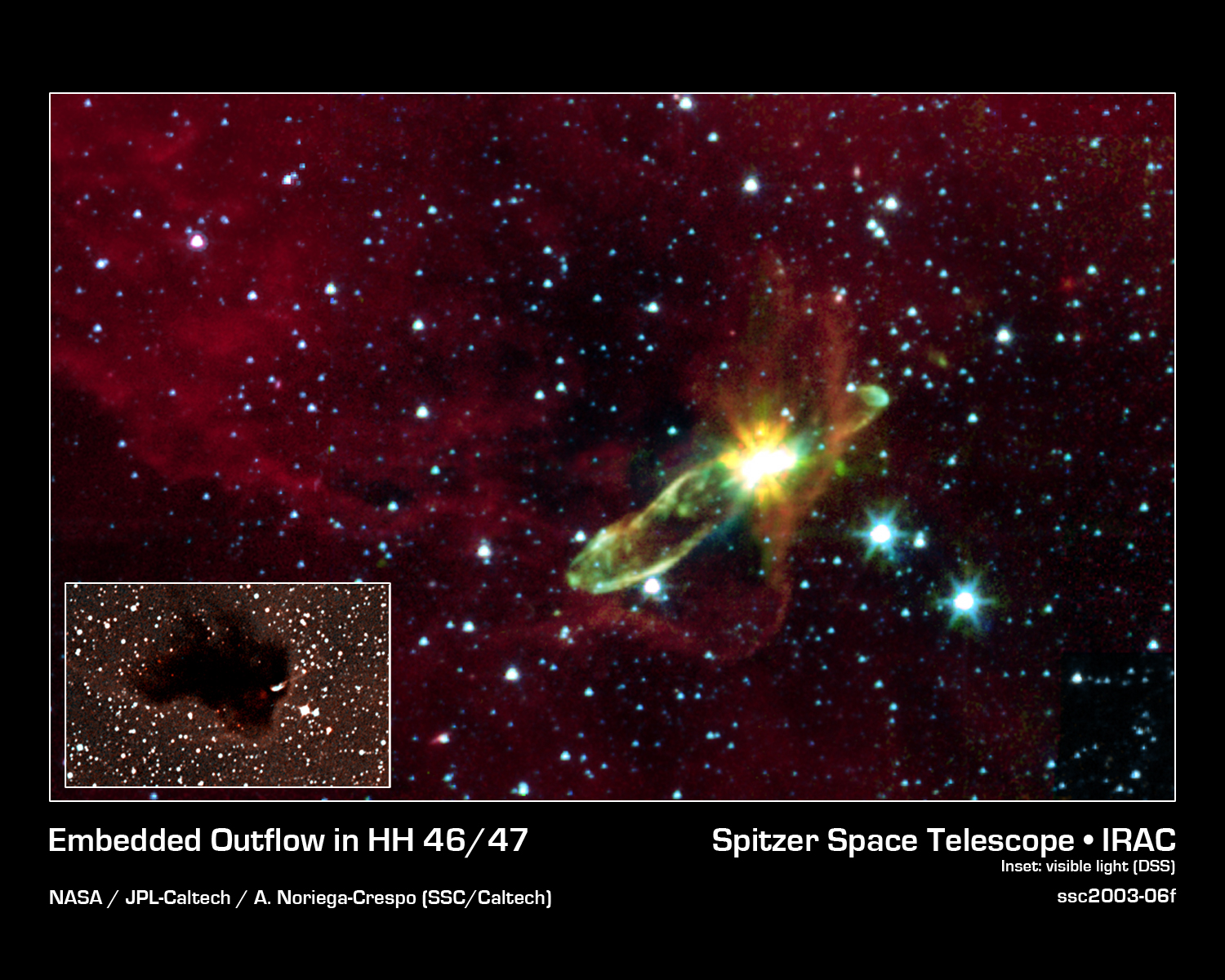
Imagem infravermelha da nebulosa ao redor da protoestrela HH 46/47

Conforme a acreção de material do disco continua, o envelope gasoso eventualmente torna-se fino e transparente e um objeto estelar jovem (YSO) se torna observável, inicialmente no infravermelho distante e mais tarde em luz visível. Nesse estágio, a protoestrela começa a fundir deutério. Se a protoestrela for suficientemente massiva (mais de 80  MJ), a fusão de hidrogênio também ocorre, caso contrário o objeto se torna uma anã marrom. Esse nascimento de uma nova estrela acontece aproximadamente 100 000 anos após o colapso inicial da nuvem. Objetos nesse estágio são conhecidas como protoestrelas de classe I, também chamadas de estrelas T Tauri jovens, protoestrelas evoluídas, ou objetos estelares jovens. Nesse estágio, a estrela em formação já acumulou a maior parte de sua massa; a massa total do disco e envelope não é maior que 10–20% da massa do YSO central.

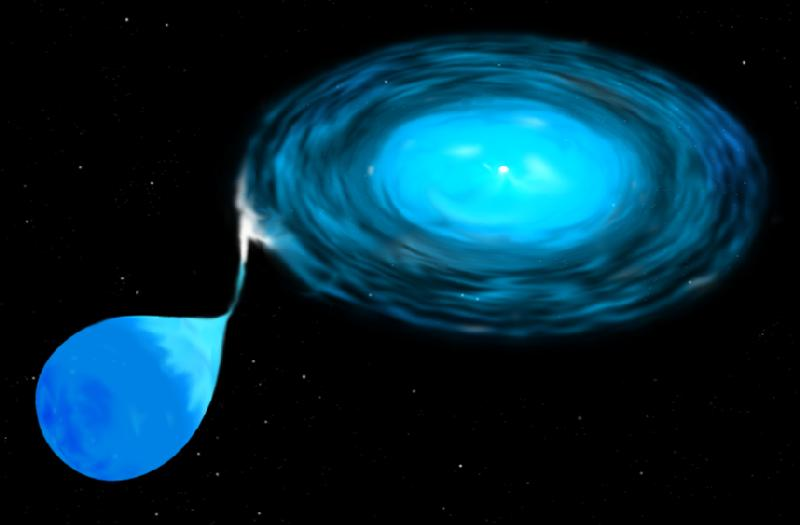
Quando uma estrela em um sistema binário se expande, matéria pode ser atraída pela outra estrela (normalmente uma estrela compacta), formando um disco de acreção

No próximo estágio, o envelope nebuloso desaparece completamente, tendo se acumulado no disco, e a protoestrela se torna uma estrela T Tauri clássica. Isso acontece cerca de 1 milhão de anos depois do começo da formação. O disco de acreção continua fornecendo gás quente à estrela, o que é manifestado por fortes linhas de emissão no espectro. Estrelas T Tauri clássicas evoluem para estrelas T Tauri com linhas fracas. A massa do disco ao redor de uma estrela T Tauri clássica é de cerca de 1–3% da massa da estrela central, e ele sofre acreção à taxa de 10−7–10−9 M☉ por ano. Um par de jatos bipolares pode estar presente também. A acreção explica todas as propriedades peculiares de estrelas T Tauri clássicas: seu forte fluxo em linhas de emissão (até 100% da luminosidade intrínseca da estrela), atividade magnética, variabilidade fotométrica e jatos. As linhas de emissão formam quando o gás em acreção atinge a superfície da estrela, o que acontece em torno de seus polos magnéticos. Os jatos são subprodutos da acreção, carregando para fora momento angular excessivo. O estágio como estrela T Tauri clássica tem duração de cerca de 10 milhões de anos. O disco eventualmente desaparece devido à acreção para a estrela central, formação planetária, ejeção por jatos, e fotoevaporação por radiação ultravioleta da estrela central e de estrelas quentes próximas. Como resultado, a estrela jovem se torna uma estrela T Tauri de linhas fracas, e em alguns milhões de anos evolui para uma estrela ordinária como o Sol, dependendo de sua massa inicial.

## Acreção de planetas

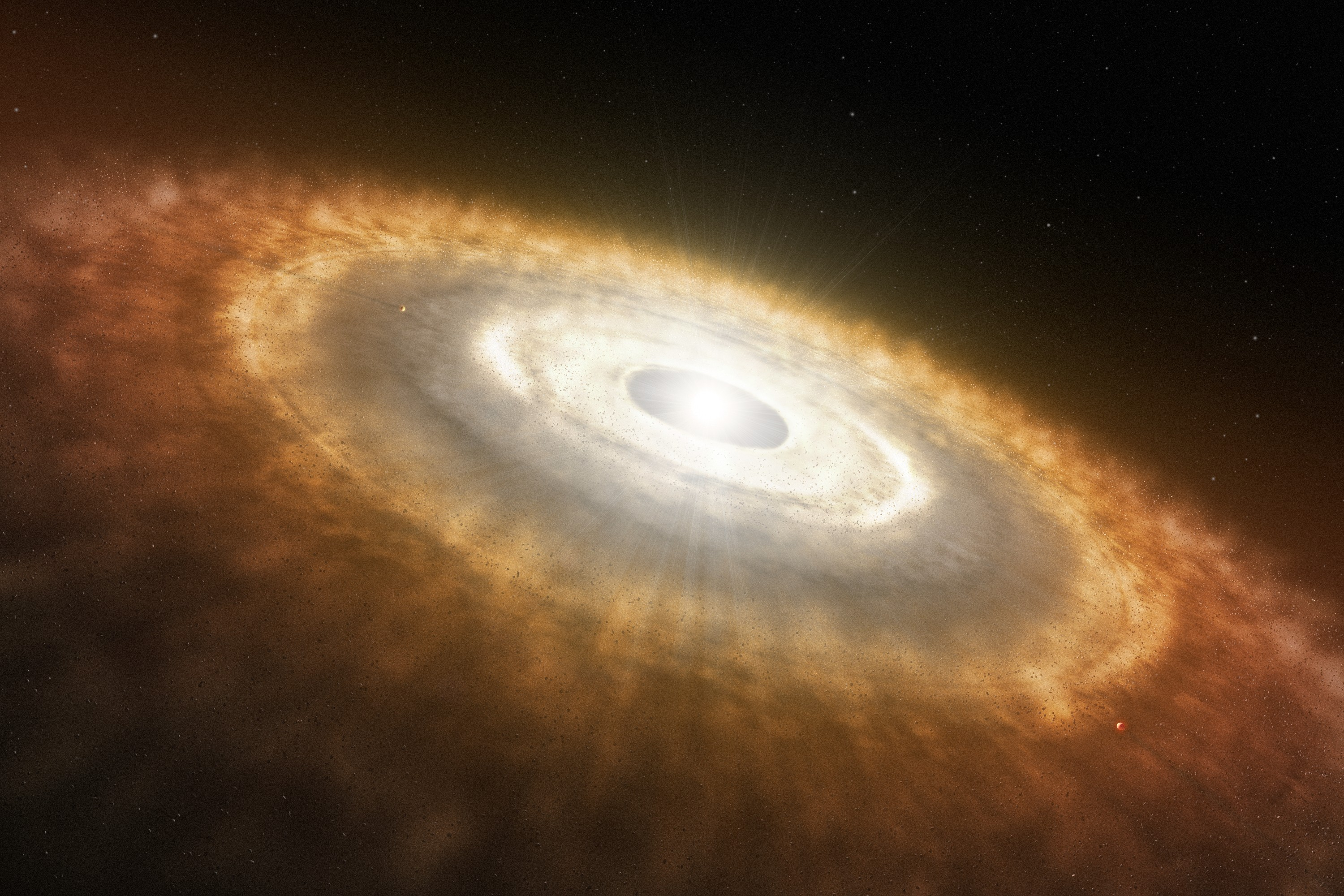
Impressão artística de um disco protoplanetário e uma estrela jovem em seu centro

Na formação de planetas terrestres ou de núcleos planetários, vários estágios podem ser considerados. O começo da formação planetária acontece com a colisão de gás e grãos de poeira no disco protoplanetário, causando sua aglomeração por processos em escala atômica como forças de Van der Waals e forças eletromagnéticas, formando partículas de tamanho micrométrico; nesse estágio, os mecanismos de acumulação têm principalmente natureza não gravitacional. A formação de objetos com tamanho de centímetros ou metros não é bem entendida, e nenhum modelo convincente foi mostrado para explicar por que os grãos iriam acumular em vez de simplesmente rebater um nos outros.:341 Em particular, ainda não é claro como que esses objetos crescem para virar planetesimais de 0,1–1 km; esse problema é conhecido como a "barreira de um metro". Conforme partículas de poeira crescem por coagulação, elas adquirem velocidades cada vez maiores em relação a outras partículas próximas, e também começam a decair suas órbitas devido ao arrasto com o gás, o que leva a colisões destrutivas e limita o crescimento dos agregados até um tamanho máximo. Acredita-se também que a fragmentação de grãos tem um papel importante na reposição de grãos pequenos, mantendo uma alta abundância relativa de sólidos de todos os tamanhos.
Vários mecanismos foram propostos para quebrar a barreira de um metro. Um modelo mais simples sugere que quando grãos mais lentos colidem, a gravidade muito baixa, mas não nula, dos grãos colidindo impede seu escape.:341 Outros modelos envolvem o surgimento de concentrações altas de pedregulhos, que então colapsam gravitacionalmente para planetesimais do tamanho de asteroides grandes. Isso pode acontecer passivamente devido à estrutura do disco de gás, por exemplo, em regiões turbulentas, com alta pressão ou na borda de uma lacuna criada por um planeta gigante. Alternativamente, as partículas podem ativamente determinar sua concentração através de um mecanismo retroalimentado conhecido como correntes de instabilidade (streaming instability), em que a interação entre os sólidos e o gás no disco protoplanetário resulta no crescimento de pequenas concentrações de sólidos em filamentos enormes. Em um outro mecanismo, se os grãos formados por acumulação de poeira forem altamente porosos eles podem continuar crescendo até ficarem grandes o bastante para colapsarem devido à própria gravidade. A baixa densidade desses objetos pode mantê-los fortemente acoplados ao gás e evitar colisões que resultariam em sua erosão ou fragmentação.
Os grãos eventualmente se juntam para formar planetesimais de tamanho quilométrico. Colisões e interações gravitacionais entre planetesimais podem produzir protoplanetas do tamanho da Lua em períodos de aproximadamente 0,1–1 milhões de anos. Finalmente, os protoplanetas colidiram para formar planetas em até 10–100 milhões de anos. Os planetesimais são massivos o suficiente para que sua interação gravitacional mútua seja significativa na determinação de sua evolução. Seu crescimento é auxiliado pelo decaimento orbital de corpos menores devido ao arrasto com o gás, o que os impede de ficar presos entre as órbitas dos protoplanetas. Os objetos formados nesse processo são planetas terrestres ou o núcleo de planetas gasosos.
Se os planetesimais foram formados pelo colapso gravitacional de concentrações locais de pedregulhos, seu crescimento para protoplanetas é dominado por mais acreção de pedregulhos. Esse processo é auxiliado pelo arrasto com o gás sofrido pelos objetos conforme eles aceleram na direção de um objeto maior. O arrasto diminui a velocidade dos pedregulhos para um valor inferior à velocidade de escape do corpo massivo, fazendo-os serem atraídos pelo corpo massivo até sofrerem acreção. Isso pode acelerar a formação de planetas por um fator de 1000 em comparação à acreção de planetesimais, permitindo a formação de planetas gigantes antes da dissipação do disco de gás. Apesar disso, o crescimento de um núcleo por acreção de pedregulhos parece ser incompatível com as massas e composições finais de Urano e Netuno.
A formação de planetas terrestres difere da formação de gigantes gasosos, ou planetas Jovianos. As partículas que compõem os planetas terrestres são feitas de metal e rocha que condensam no Sistema Solar interno. Já os planetas gasosos começam como planetesimais grandes e gelados, que então capturam hidrogênio e hélio do disco protoplanetário. A diferenciação entre as duas classes de planetesimais foi resultado da linha do gelo da nebulosa solar.

## Acreção de asteroides

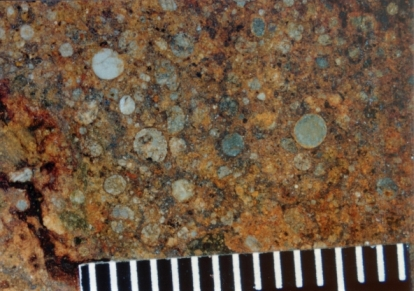
Côndrulos em um meteorito condrito. Uma escala em milímetros é mostrada.

Meteoritos contêm um registro de acreção e impactos durante todas as etapas da formação e evolução de asteroides; no entanto, o mecanismo de acreção e crescimento de asteroides não é bem entendido. As evidências sugerem que o principal mecanismo de crescimento de asteroides é a acreção assistida pelo gás de côndrulos, que são pequenas esferas de tamanho milimétrico formadas como gotículas fundidas (ou parcialmente fundidas). No Sistema Solar interno, côndrulos parecem ter sido cruciais para começar a acreção. A baixa massa dos asteroides pode em parte ser devido a uma formação ineficiente de côndrulos a mais de 2 UA, ou a uma entrega menos eficiente de côndrulos de perto da protoestrela. Acredita-se que colisões controlaram a formação e destruição de asteroides, e são um fator importante na sua evolução geológica.
Côndrulos, grãos de metal e outros componentes provavelmente se formaram na nebulosa solar. Eles sofreram acreção para formar asteroides. Alguns desses corpos eventualmente fundiram, formando núcleos metálicos e mantos ricos em olivina; outros foram alterados pela ação da água. Depois da formação dos asteroides, eles foram erodidos ou rompidos por impactos ao longo dos 4,5 bilhões de anos do Sistema Solar.
Para a acreção acontecer, velocidades de impacto devem ser menores que aproximadamente o dobro da velocidade de escape, que é de cerca de 140 m/s para um asteroide com raio de 100 km. Modelos simples para acreção no cinturão de asteroides geralmente consistem de grãos de poeira micrométricos se juntando e formando uma densa camada de poeira no plano central da nebulosa, a qual, devido a forças gravitacionais, foi convertida em um disco de planetesimais de tamanho de quilômetros. No entanto, vários argumentos sugerem que a formação do cinturão de asteroides não foi dessa maneira.

## Acreção de cometas

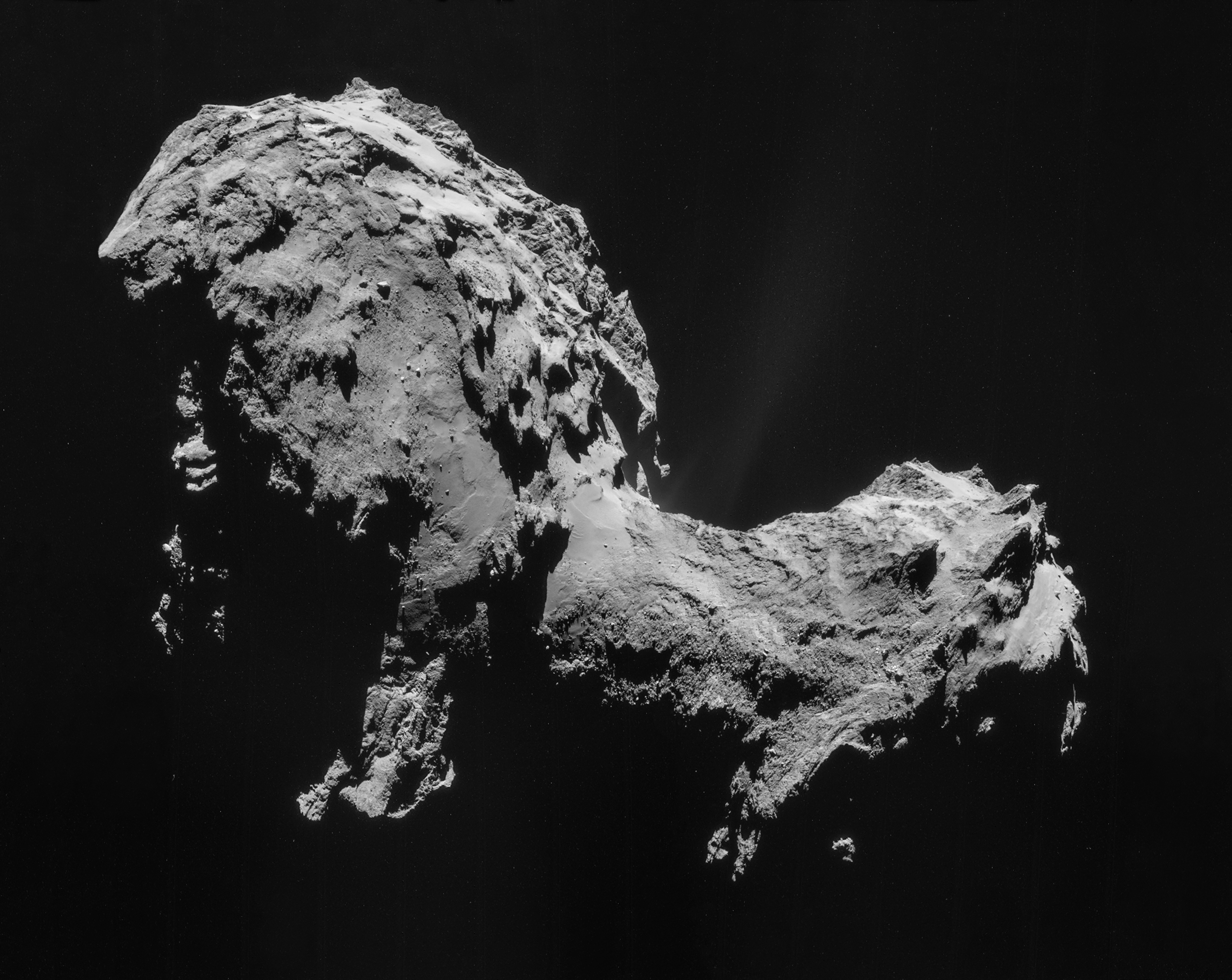
Cometa 67P/Churyumov-Gerasimenko em imagem da sonda Rosetta

Cometas, ou seus precursores, foram formados no Sistema Solar externo, possivelmente milhões de anos antes da formação dos planetas. Como e quando cometas se formaram não é certo, com implicações distintas para a formação, dinâmica e geologia do Sistema Solar. Simulações de computador tridimensionais indicam que as principais características estruturais observadas em núcleos cometários podem ser explicadas por acreção de pares de cometesimais com baixa velocidade. O mecanismo de formação favorecido para o Sistema Solar é o da hipótese nebular, que diz que cometas são remanescentes dos "blocos de construção" dos planetesimais originais, dos quais planetas surgiram.
Os cometas provavelmente são originados da nuvem de Oort e do disco disperso. O disco disperso foi criado quando Netuno migrou para fora na direção do cinturão de Kuiper primordial, que nessa época estava muito mais perto do Sol, criado uma população de objetos dinamicamente estáveis que não são afetados pelo planeta (o cinturão de Kuiper), e uma população de objetos com periélios baixos o suficiente para que eles sejam afetados por Netuno (o disco disperso). Como o disco disperso é dinamicamente ativo e o cinturão de Kuiper dinamicamente estável, o disco disperso é visto como a fonte mais provável de cometas periódicos. A teoria clássica da nuvem de Oort afirma que ela é uma esfera com raio de 50 000 UA (0,24 pc), formada junto com a nebulosa solar, que ocasionamente lança cometas ao Sistema Solar interno devido a perturbações por estrelas ou planetas passantes.
A sonda espacial Rosetta, que visitou o cometa 67P/Churyumov-Gerasimenko, determinou em 2015 que quando a energia do Sol penetra a superfície do cometa, ela causa a evaporação (sublimação) do gelo abaixo da superfície. Enquanto parte do vapor de água resultante pode escapar do núcleo, 80% dele recondensa em camadas abaixo da superfície. Essa observação implica que as finas camadas de gelo expostas perto da superfície podem ser consequência de evolução e atividade cometária, em vez de serem criadas no processo de formação do cometa. Anteriormente acreditava-se que cometas eram "pilhas de detritos", formados por vários planetesimais de gelo menores de uma geração anterior, mas a missão Rosetta mostrou que essa ideia não é correta.